# Hrvatska starokatolička crkva sv. Antuna u Stenjevcu
Crkva sv. Antuna je starokatolička crkva koja se nalazi u zagrebačkoj četvrti Stenjevec. Crkva pripada Župi sv. Antuna. Nalazi se u neposrednoj blizini katoličke Župne crkva Uznesenja Blažene Djevice Marije.
Crkva je bila izgrađena 1927. godine  i zaštićeno je kulturno dobro Republike Hrvatske.
Ovo je jedina izvorno građena starokatolička crkva u Zagrebu.

## Povijest župe i crkve
Prvi veliki sukob novouspostavljene Hrvatske starokatoličke crkve i Rimokatoličke crkve dogodio je 1926. godine u tadašnjem zagrebačkom prigradskom naselju Stenjevec. Radi neslaganja rimokatoličkih župljana u Stenjevcu s odlukom o novoimenovanom župniku Josipu Mokroviću, mnogi su ga bojkotirali. Tijekom unutarnjih previranja starokatolički svećenici su od 1926. do 1927. godine na starokatoličku vjeru preobratili 496 vjernika.
Glavni vođa akcije na terenu bio je starokatolički svećenik Ante Donković. On je u Stenjevac došao 7. studenog 1926. godine, te je na željezničkom kolodvoru bio svečano dočekan uz najave da na starokatoličku vjeru želi preći preko 6000 župljana. Tjedan dana kasnije, 14. studenoga, Donković se vraća u Stenjevec sa još dva starokatolička svećenika s namjerom da na otvorenom održe prvu misu na hrvatskom jeziku. Svećenike je dočekalo dvjestotinjak vjernika koji su zahtjevali održavanje mise u Župnoj crkva Uznesenja Blažene Djevice Marije, te su u nju provalili. Misa je održana u katoličkoj crkvi bez obzira na inzistiranje župnika Josipa Mokrovića na reakciju žandarmerije. Situacija se ponovila 21. studenog kada se Donković vraća u Stenjevec, no ovoga mu je puta žandarmerija prepriječila put te on misu održava na otvorenom. Ovoga su puta ispred crkve osim žandarmerije bili i rimokatolički aktivisti, uključujući i Ivana Merza.
Nakon ove akcije, Kaptol je odlučio reagirati sudskim putem te podiže dvije tužbe zbog provale u župnu crkvu. Jedna je prošla uspješno, a druga nije.
Godine 1926. i 1927. starokatolici u Stenjevcu grade svoju crkvu. U kolovozu 1927. godine dovršena je gradnja, a crkva je posvećena sv. Antunu. Crkva ima zvonik, a zvona crkve posvećena su u studenom 1927. godine.
Osim crkve, u Stenjevcu se nalazio i župni ured na adresi Stenjevac 22. Taj se ured oko 1930. spominje pod imenom Hrvatski starokatolički ured Sv. Antuna u Stenjevcu. Godine 1931. općina Stenjevec u Štrokincu otvara groblje za starokatolike.

## Arhitektura
Crkva je građena po projektu Jaroslava Alberta. Dvoranskog je tipa orijentirana u smjeru sjever-jug, poligonalne apside, sa zvonikom u osi glavnog pročelja. Nad ulazom se nalazi pjevalište, a sa zapadne je strane dograđena sakristija. Krov crkve je dvostrešan i prekriven crijepom. 
U crkvi se nalazi očuvan izvorni crkveni inventar, a  izgrađena sa stilskim elementima zakašnjelog neobaroknog klasicizma.

## Galerija
- Crkva i tabla ispred crkve
- Oltar u apsidi
- Apsida crkve
- Pogled s oltara prema koru i izlazu
- Unutrašnjost crkve
- Pogled s ulaza prema oltaru
- Unutrašnjost crkve
- Kip sv. Antuna
- Slika sv. Ćirila i Metoda